# 福祉商法
福祉商法（ふくししょうほう）とは慈善事業や恵まれない人への支援などを名目として、消費者に商品を買わせたり寄付を求める商法。ボランティア団体や福祉施設職員を騙り各家庭に訪問販売を行う者が数多く存在している。また盲導犬に関する活動においても福祉商法に該当する行為を行っている者が存在しており、警察や自治体のウェブサイトでは注意を呼び掛けている。